# Sterna virgata
El charrán de las Kerguelen (Sterna virgata) es una especie de ave marina de la familia de los estérnidos (anteriormente subfamilia de la familia Laridae), perteneciente al género Sterna. Habita principalmente en las islas Kerguelen, además de en la isla Príncipe Eduardo y las islas Crozet.